# بخش نیل (شهرستان سیوتو، اوهایو)
بخش نیل (به انگلیسی: Nile Township) یک منطقهٔ مسکونی در ایالات متحده آمریکا است که در شهرستان سیوتو، اوهایو واقع شده‌است.
 بخش نیل ۲۲۴٫۳ کیلومتر مربع مساحت و ۲٬۳۸۸ نفر جمعیت دارد و ۲۶۹ متر بالاتر از سطح دریا واقع شده‌است.